# Olympische Jugend-Sommerspiele 2014/Teilnehmer (Komoren)
| Gelbes Symbol für Goldmedaillen mit stilisierten Olympischen Ringen | Graues Symbol für Silbermedaillen mit stilisierten Olympischen Ringen | Braundes Symbol für Bronzemedaillen mit stilisierten Olympischen Ringen |
| ------------------------------------------------------------------- | --------------------------------------------------------------------- | ----------------------------------------------------------------------- |
| —                                                                   | —                                                                     | —                                                                       |

Die Jugend-Olympiamannschaft der Komoren für die II. Olympischen Jugend-Sommerspiele vom 16. bis 28. August 2014 in Nanjing (Volksrepublik China) bestand aus vier Athleten.

## Athleten nach Sportarten

### Leichtathletik
| Mädchen - Dhakirina Fatima 800 m: 18. Platz 8 × 100 m Mixed: Bronze | Jungen - Daou Aboubacar 1500 m: 17. Platz 8 × 100 m Mixed: Gold - Mohamed Miftahou 3000 m: 14. Platz 8 × 100 m Mixed: 42. Platz |

### Schwimmen
Jungen
- Ibroihim Djoumoi
50 m Freistil: 47. Platz